# كاراكسينات
الكاراكسينات (الاسم العلمي: Characoidea) هي فوق فصيلة من الأسماك تتبع رتيبة الكاراكساويات من رتبة كاراكسيات الشكل.

## التصنيف
- الكاراكسية
  - الكاراكساوات
    - الكاراكس
- أسماك الراي
  - الري
  - الرشال